# Kia Carens
Kia Carens – samochód osobowy typu minivan, a następnie crossover klasy kompaktowej produkowany pod południowokoreańską marką Kia od 1999 roku. Od 2022 roku produkowana jest piąta generacja modelu.

## Pierwsza generacja

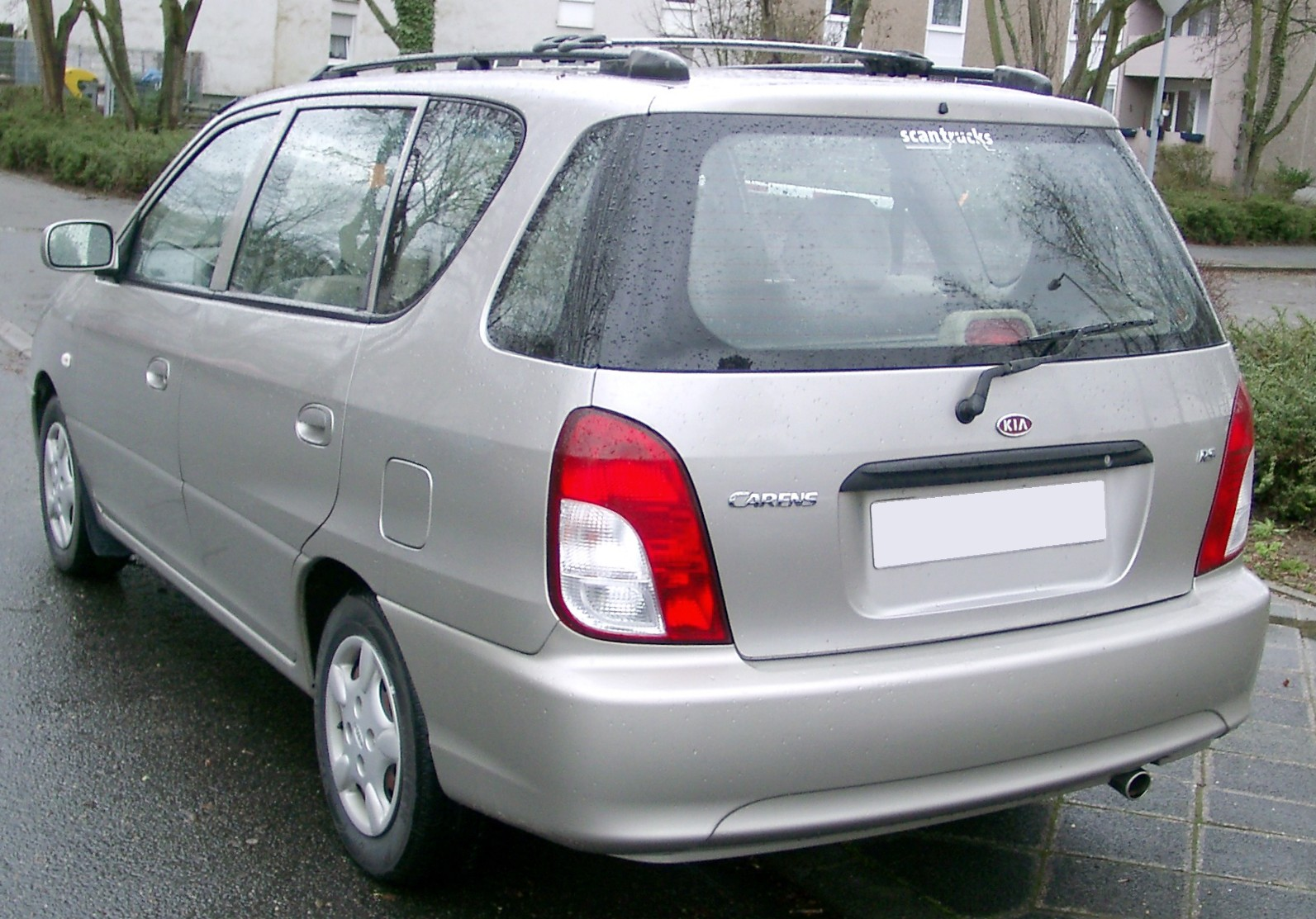
Kia Carens I – tył

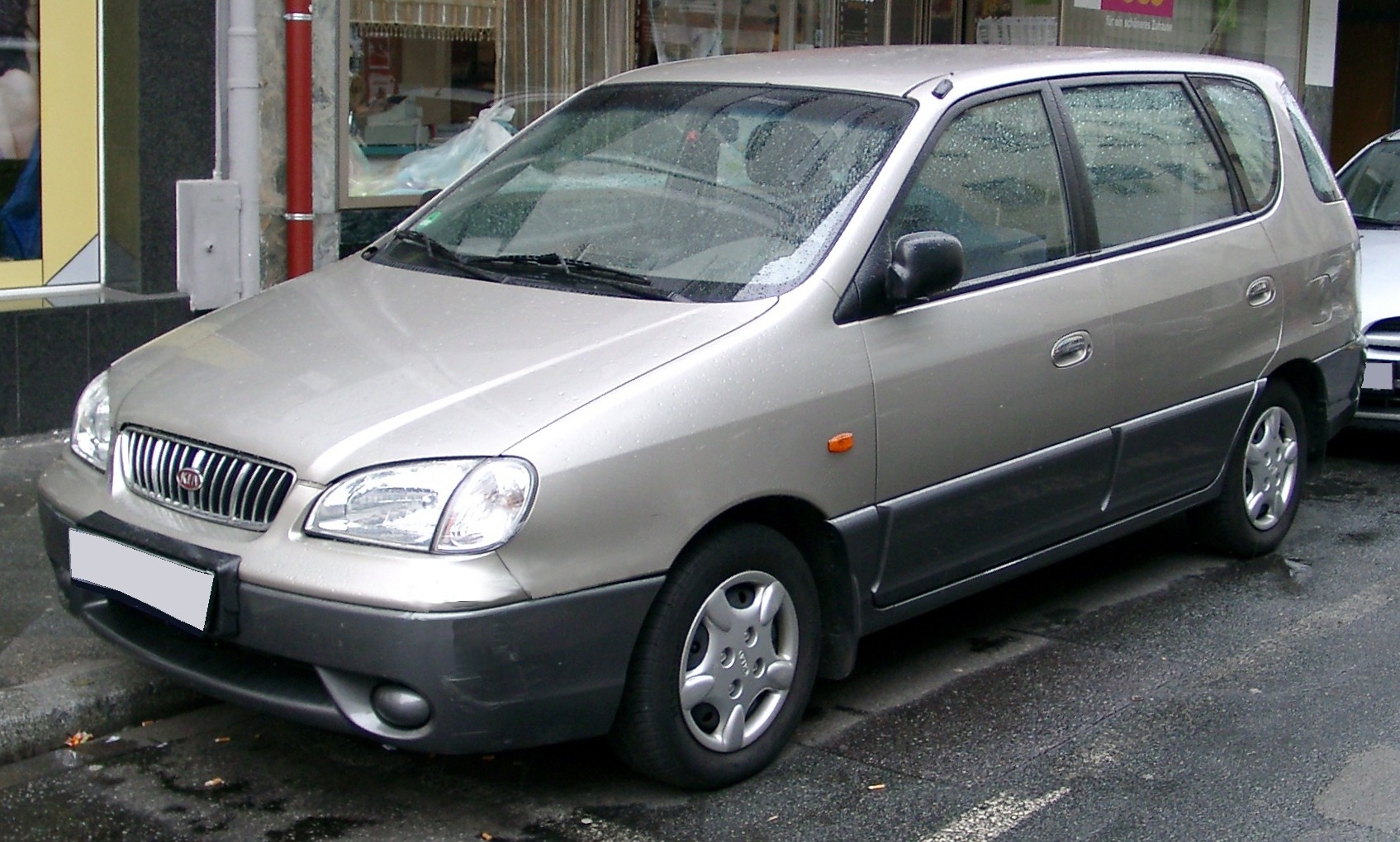
Kia Carens I LS

Kia Carens I została po raz pierwszy oficjalnie zaprezentowana w 1999 roku.
Model Carens pojawił się na rynku w ramach ofensywy modelowej Kii w gronie samochodów typu minivan, debiutując jako najtańszy i najmniejszy rodzinny samochód po większym Joice i Carnival. Pierwsza generacja pojazdu charakteryzowała się foremną sylwetką w obłym kształcie, w którym utrzymano nie tylko błotniki, klamki czy atrapę chłodnicy, ale także reflektory oraz lampy tylne. Charakterystyczną cechą pojazdu były dzielone pod kątem boczne szyby przedziału bagażowego, a także dwubarwne malowanie nadwozia w topowych wariantach wyposażenia.
Oparta na przednionapędowej platformie modeli Kia Sephia i Shuma, Carens pierwszej generacji łączyła kompaktowe wymiary z możliwością przewiezienia pasażerów w trzech rzędach siedzeń. Wzależności od dostępnej przy zakupie konfiguracji foteli, na pokładzie pojazd mógł przetransportować 5, 6 lub maksymalnie 7 osób.
Samochód dostępny był z opcjonalną instalacją LPG dostępną ze wszystkimi oferowanymi jednostkami napędowymi, wśród których znalazły się zarówno jednotki benzynowe, jak i topowy, dwulitrowi silnik wysokoprężny.

### Silniki
- R4 1.8l FP
- R4 2.0l FS-DE
- R4 2.0l Beta II
- R4 2.0l LPi
- R4 2.0l CRDi

## Druga generacja

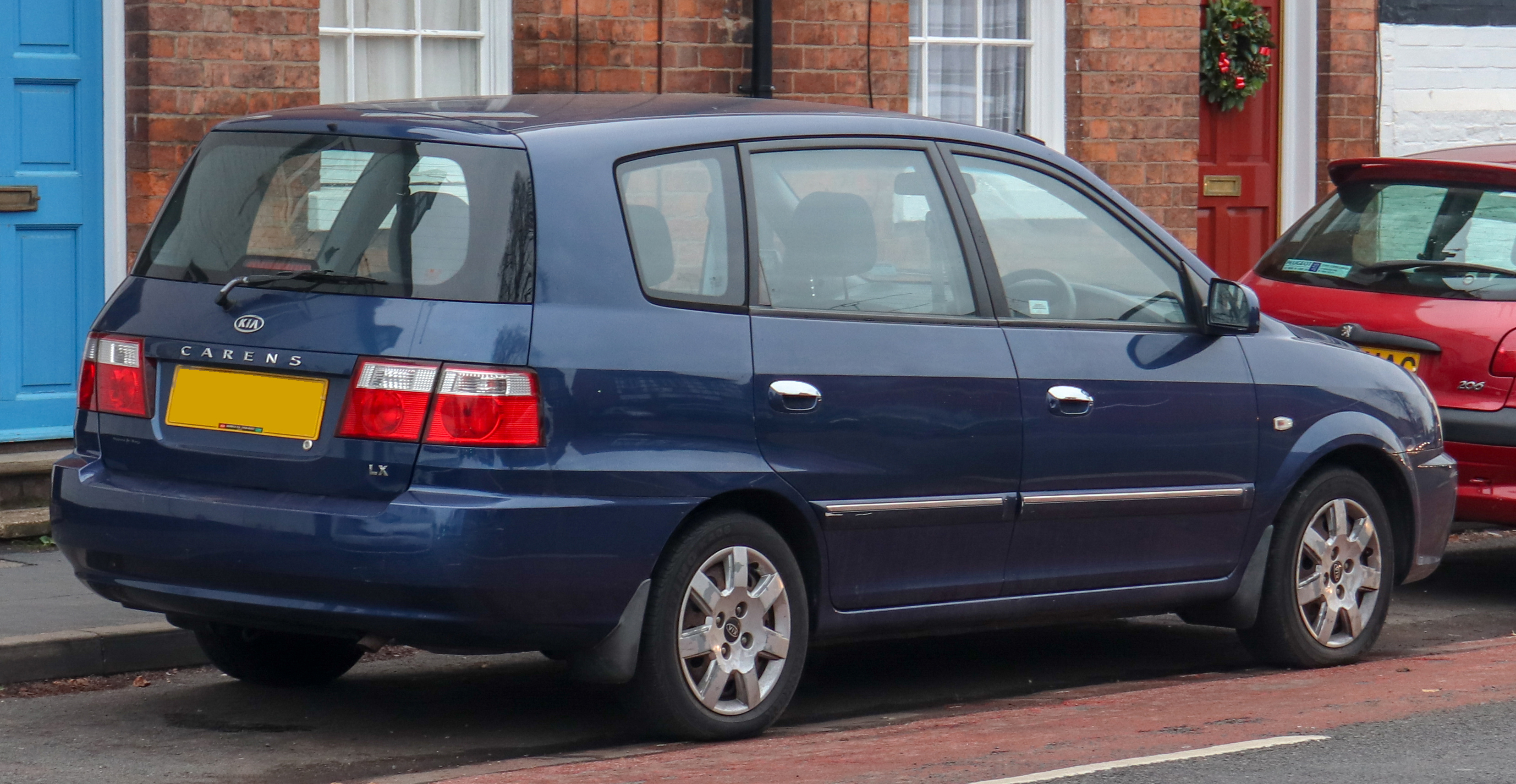
Kia Carens II – tył

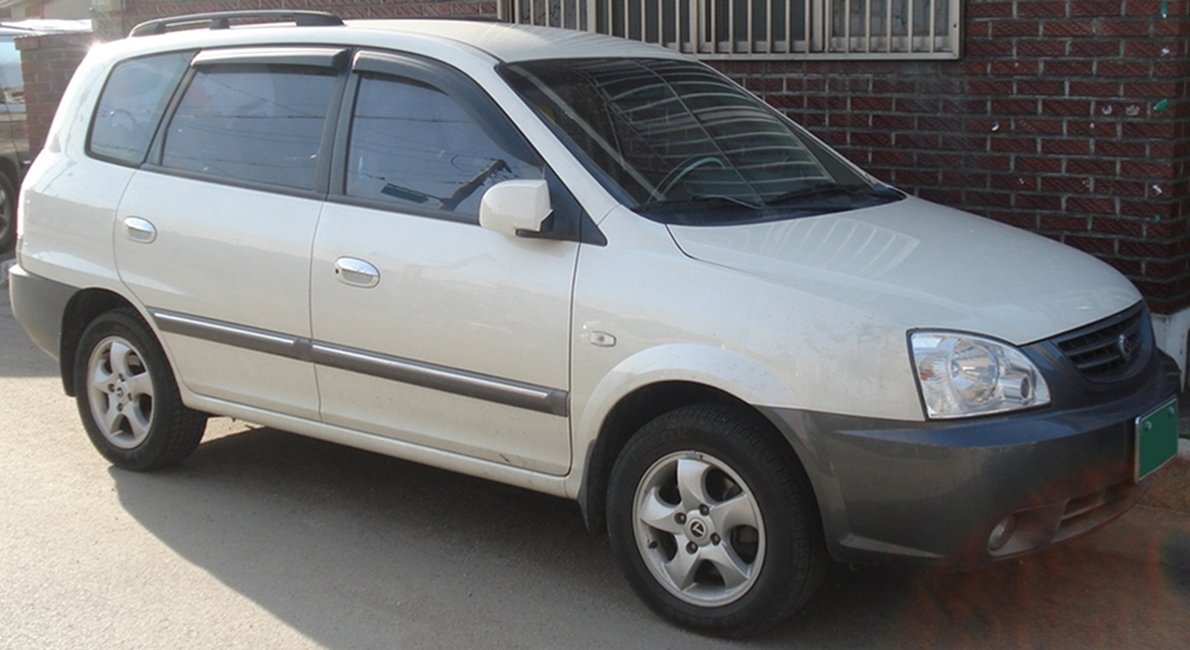
Kia X-Trek

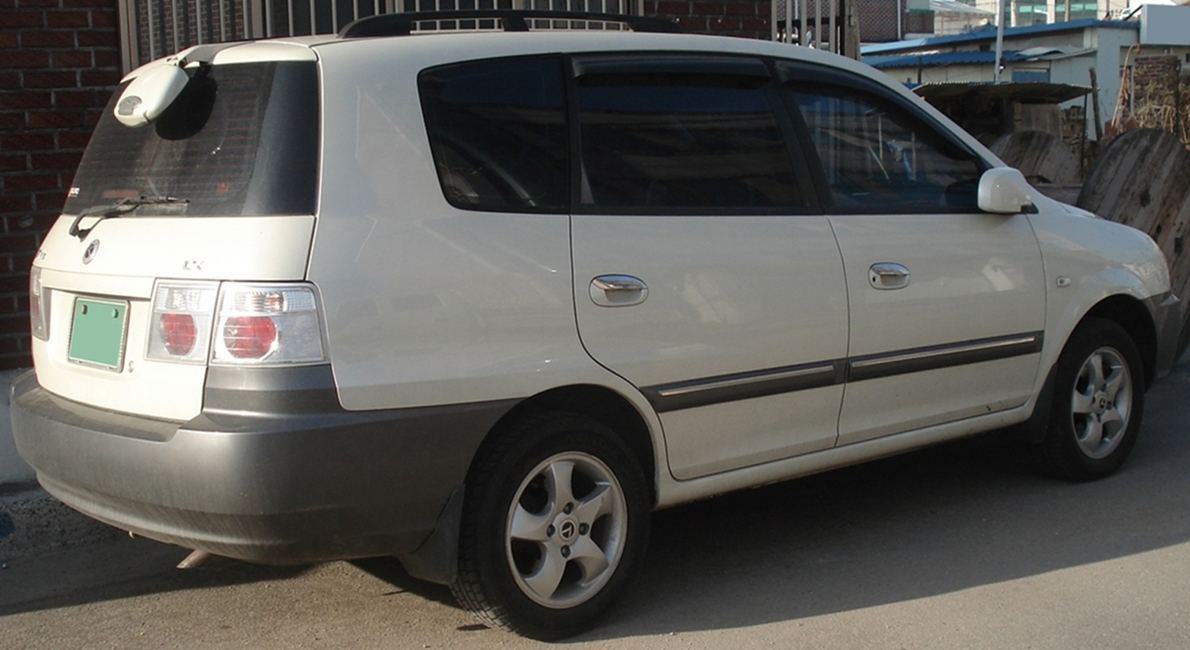
Kia X-Trek – tył

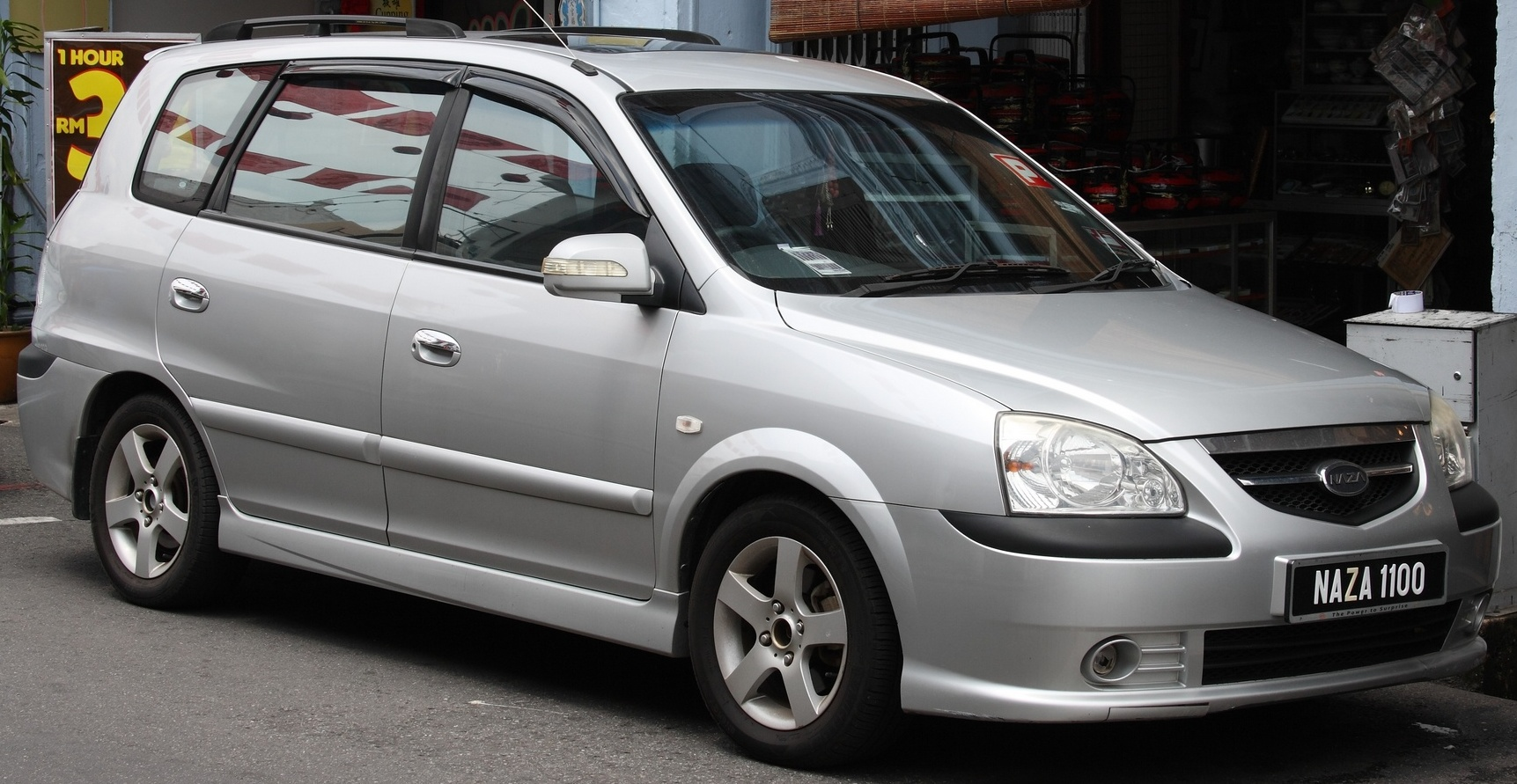
malezyjska Naza Citra

Kia Carens II została zaprezentowana po raz pierwszy w 2002 roku.
Druga generacja Kii Carens powstała na głęboko zmodernizowanej bazie poprzednika, dzieląc z nim jednak tylko podzespoły techniczne oraz drzwi boczne.
Pod kątem wizualnym samochód zyskał zupełnie nowy projekt nadwozia, z bardziej agresywnie stylizowanymi reflektorami, dużymi dwuczęściowymi kanciastymi lampami tylnymi, a także inaczej ukształtowaną tylną częścią nadwozia. Zyskała ona konwencjonalne, jednoczęściowe szyby i wyżej poprowadzoną linię dachu. Pod kątem wymiarów, Carens II stał się jeszcze większy jak na realia segmentu kompaktowych minivanów.
Zupełnie nowy projekt zastosowano także wobec wystroju kabiny pasażerskiej, na czele z nową, bardziej rozbudowaną deską rozdzielczą. Zyskała ona charakterystyczne, szpiczaste krawędzie, a także kanciasty panel z radiem oraz sterowaniem klimatyzacji. Producent zastosował znaną z poprzednika gamę jednostek napędowych.

### X-Trek
Rok po debiucie drugiej generacji Carensa, specjalnie z myślą o wewnętrznym rynku Korei Południowej zbudowany został topowy wariant o nazwie Kia X-Trek. Pod kątem wizualnym wyróżniał się on dwubarwnym malowaniem nadwozia (z innym odcieniem zderzaków i nadkoli), a także m.in. srebrnymi wkładami lamp tylnych i wyższym prześwitem. Samochód dostępny był wyłącznie z wysokoprężnymi jednostkami napędowymi.

### Sprzedaż
Kia Carens drugiej generacji była samochodem o globalnym zasięgu rynkowym, z czego na dwóch rynkach Azji Wschodniej oferowano ją pod innymi nazwami. Na Tajwanie pojazd nosił nazwę Kia Euro Carens, z kolei na rynku malezyjskim produkcją pojazdu zajmowało się lokalne przedsiębiorstwo Naza, które oferowało go pod własną marką jako Naza Citra. Pod kątem wizualnym samochód zyskał przemodelowane zderzaki, większą atrapę chłodnicy i srebrne wkłady lamp tylnych.

### Silniki
- R4 1.8l FP
- R4 2.0l FS-DE
- R4 2.0l Beta II
- R4 2.0l LPi
- R4 2.0l CRDi

## Trzecia generacja

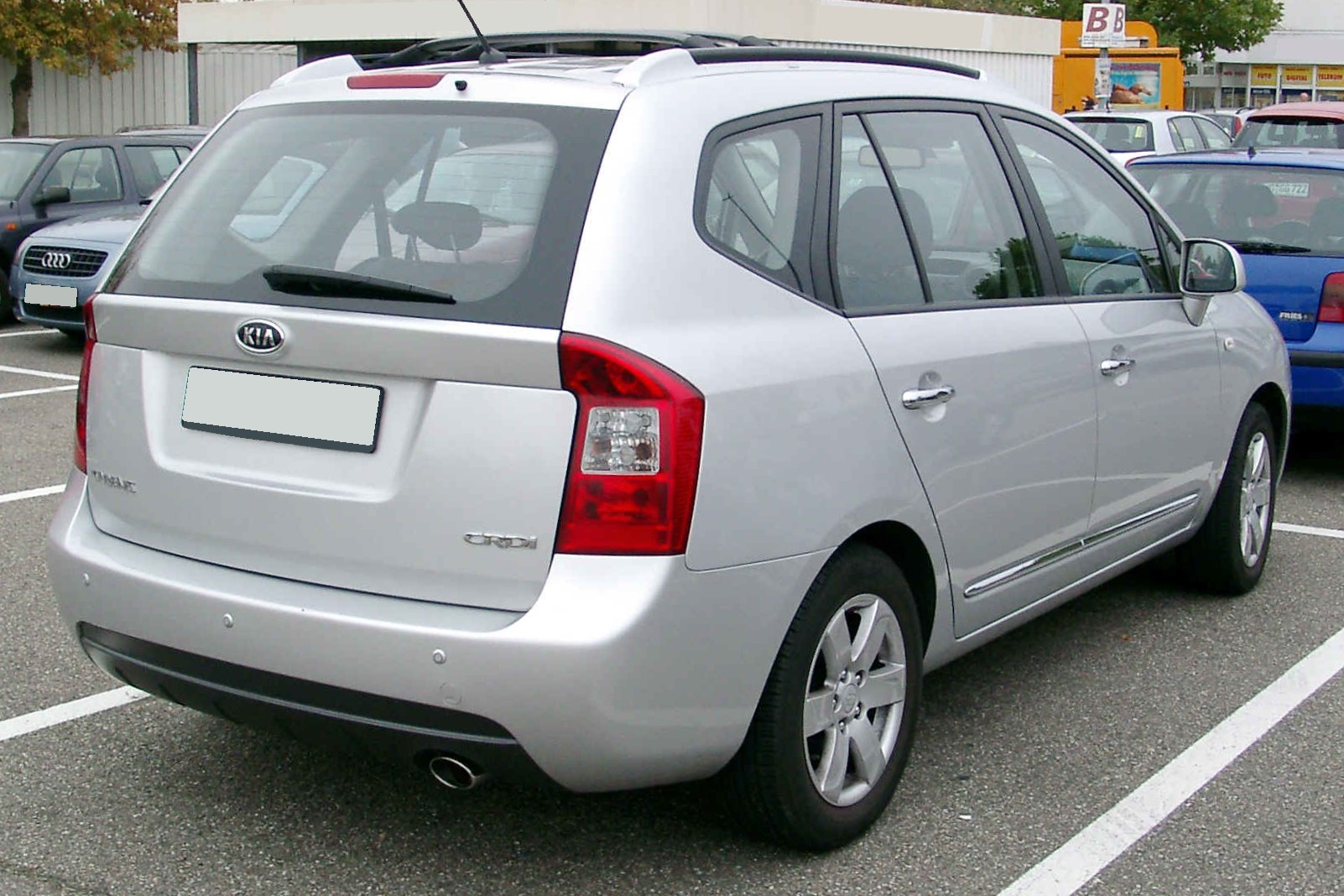
Kia Carens III – tył

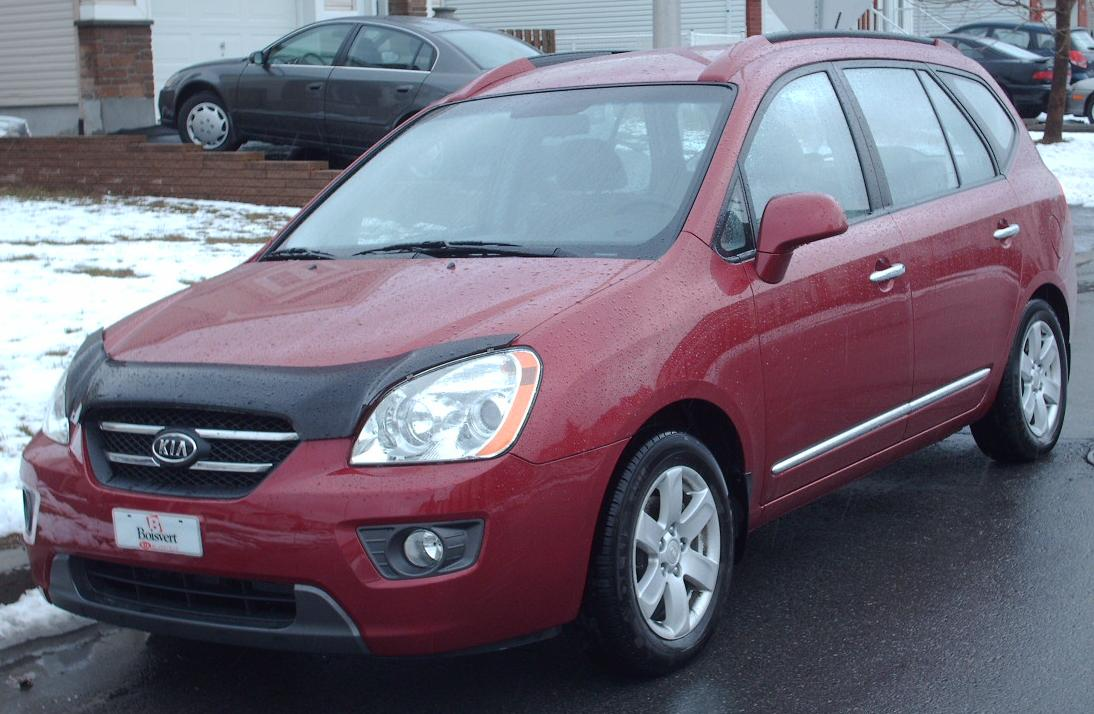
amerykańska Kia Rondo

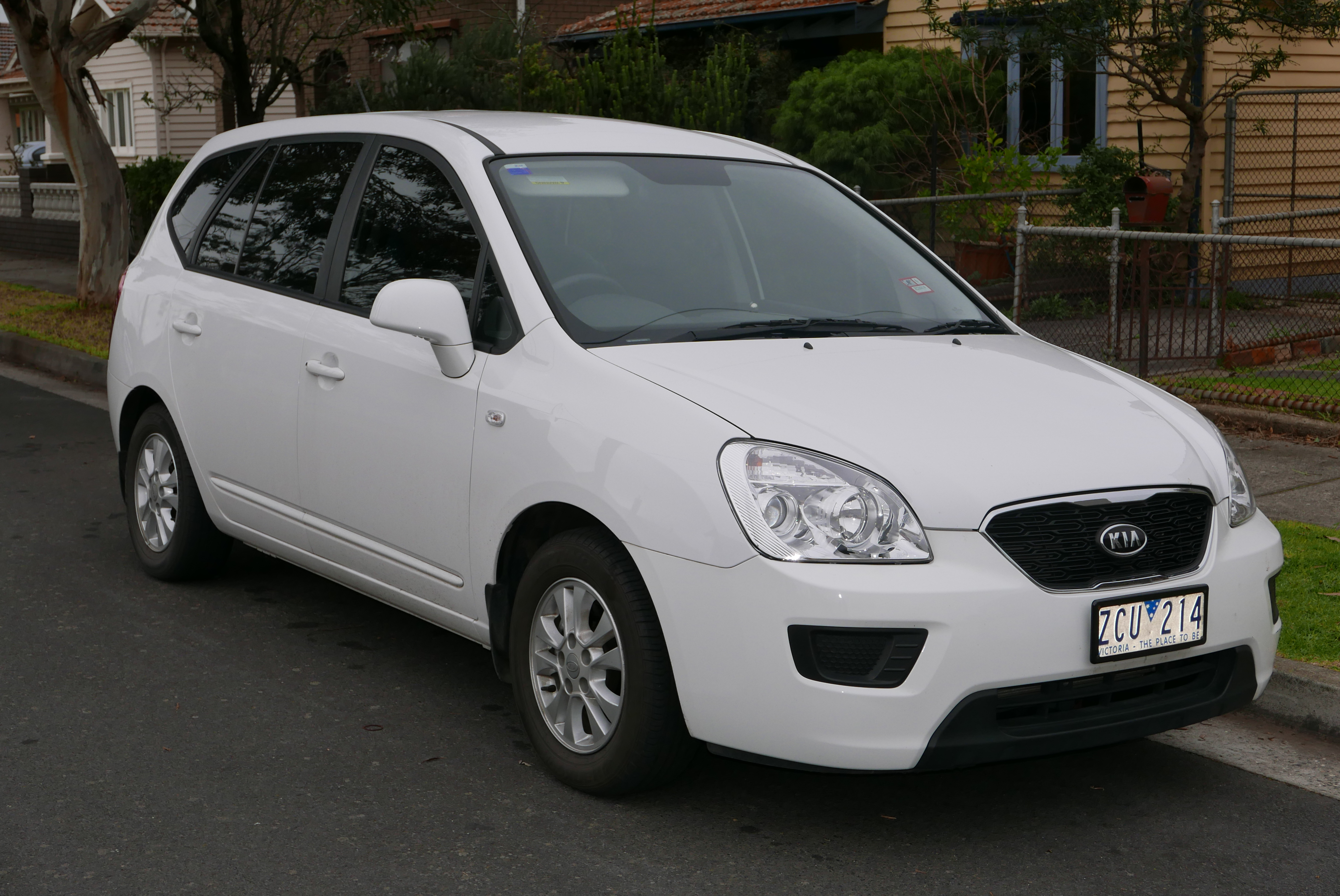
australijska Kia Rondo po liftingu

Kia Carens III została zaprezentowana po raz pierwszy w 2006 roku.
Projektując trzecią generację modelu Carens, Kia całkowicie odeszła od dotychczasowej koncepcji i zbudowała ten pojazd od podstaw. Zaakcentowano to nie tylko większymi wymiarami zewnętrznymi, ale i masywniejszymi, bardziej zaokrąglonymi proporcjami karoserii.
Samochód utrzymano w nowym języku stylistycznym tożsamym z innymi modelami Kii debiutującymi w międzyczasie, charakteryzując się dużym trapezoidalnym wlotem powietrza, szeroko rozstawionymi reflektorami, a także charakterystycznym zaakcentowanym przetłoczeniem biegnącym przez tylną klapę bagażnika. Kia Carens III ponownie dostępna była w wariancie 5, jak i 7-osobowym.
Producent ponownie postawił na funkcjonalność kabiny pasażerskiej, która poza chowanym trzecim rzędem siedzeń oferowała także liczne schowki i wnęki na przechowywanie przedmiotów. Transport długich przedmiotów miała ułatwić płaska podłoga, jaką uzyskiwano po złożeniu drugiego rzędu siedzeń.

### Lifting
W czerwcu 2011 roku Kia Carens trzeciej generacji przeszła drobną restylizację, która ograniczyła się do nadania pojazdowi nowego wzoru atrapy chłodnicy z tzw. tygrysim nosem tożsamym z nowszymi produktami oferowanymi wówczas przez Kię. Pozostały detale nadwozia pozostały bez zmian.

### Sprzedaż
Poza rynkami Korei Południowej, Ameryki Południowej, Rosji i Europy, Kia Carens trzeciej generacji trafiła także do Stanów Zjednoczonych, Kanady i Australii pod nazwą Kia Rondo. Ponadto, ponownie pojazd był produkowany i sprzedawany w Malezji pod nazwą Naza Citra Rondo, zyskując tym razem jedynie inne oznaczenia producenta w stosunku do pierwowzoru.

### Wersje wyposażeniowe
- Tour
- Freedom
- EX
- LX

W zależności od konfiguracji pojazdu, auto wyposażone mogło być m.in. w system ABS i ESP, elektryczne sterowanie szyb, elektryczne sterowanie lusterek, wielofunkcyjną kierownicę, dwustrefową klimatyzację automatyczną lub manualną, skórzaną tapicerkę, a także światła przeciwmgłowe.

### Silniki
- R4 1.6l 126 KM
- R4 2.0l CRDi 140 KM
- R4 2.4l Theta
- V6 2.7l Mu

## Czwarta generacja

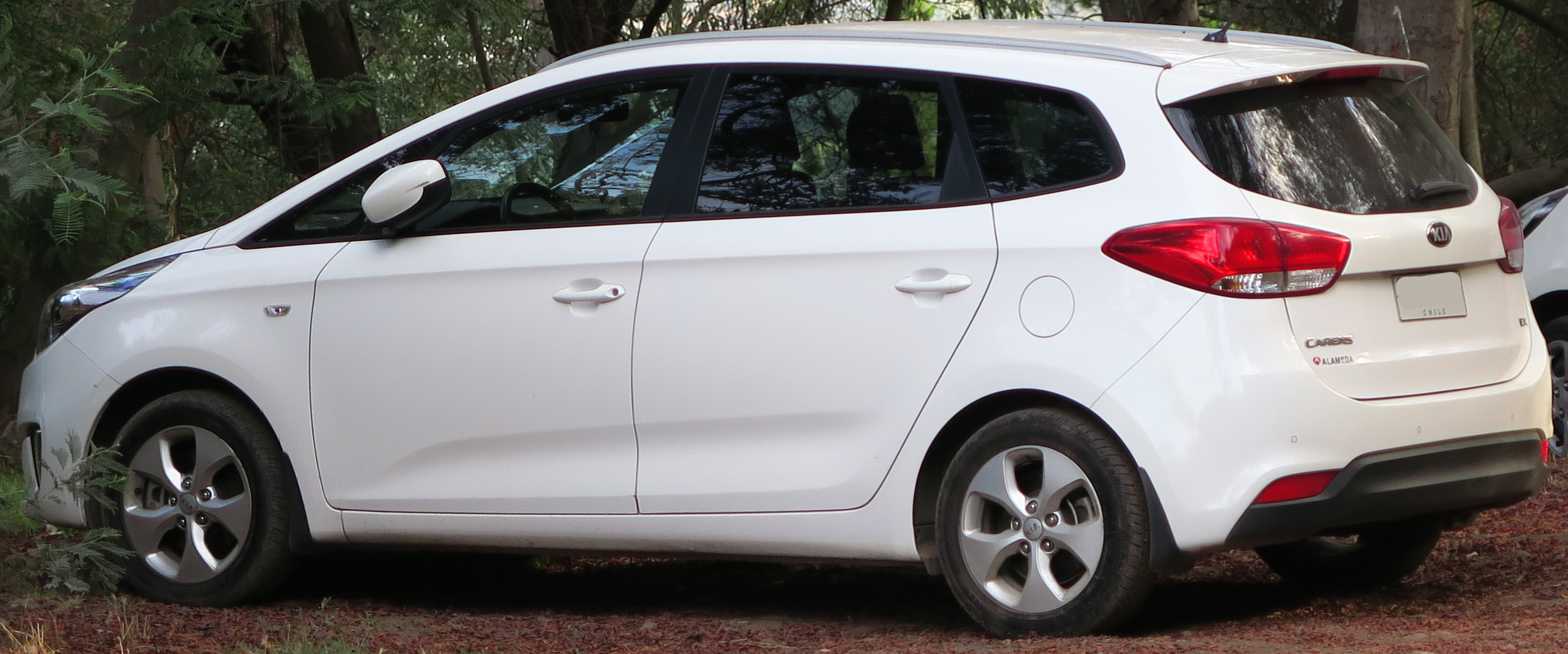
Kia Carens IV – tył

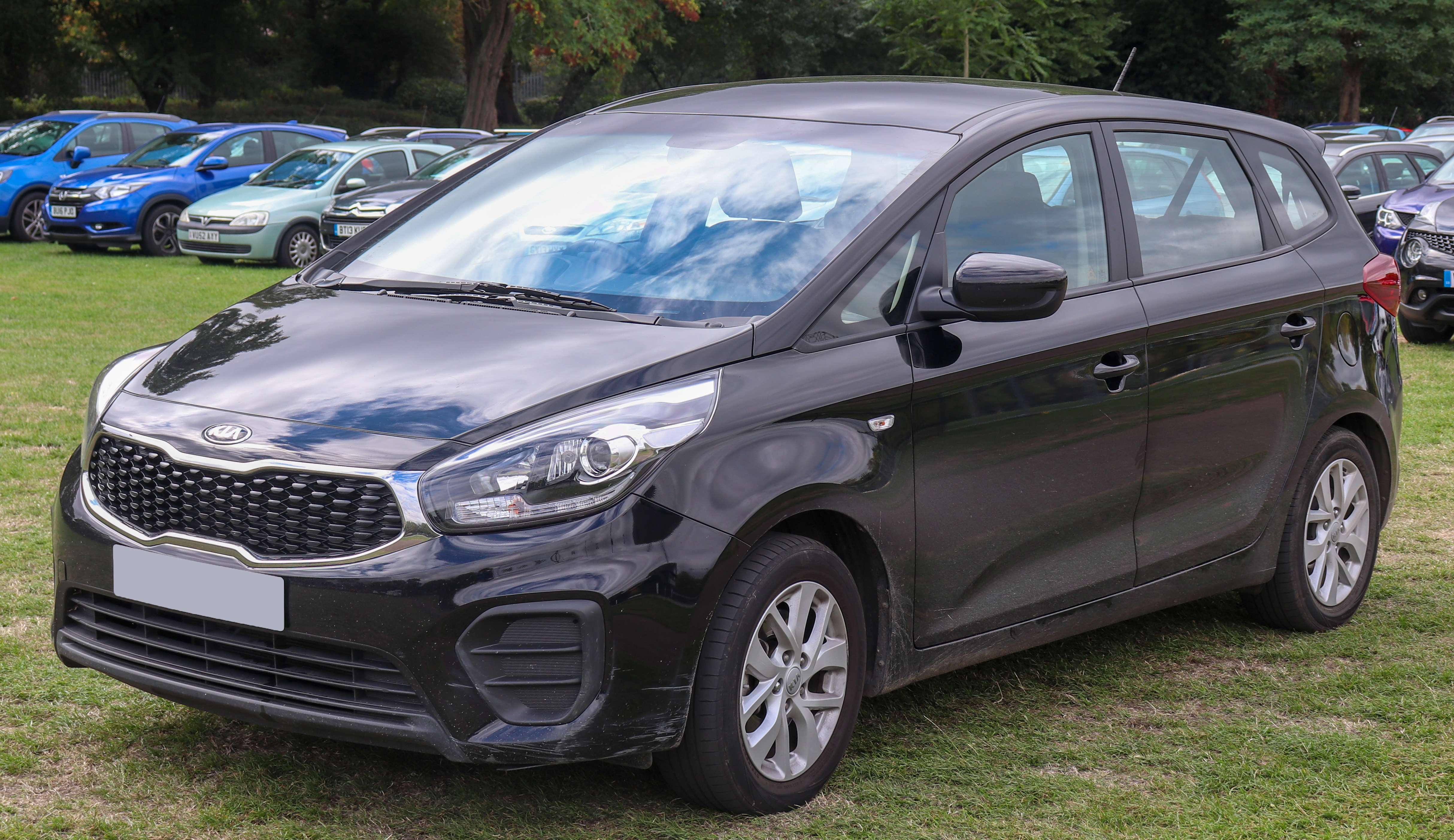
Kia Carens IV po liftingu

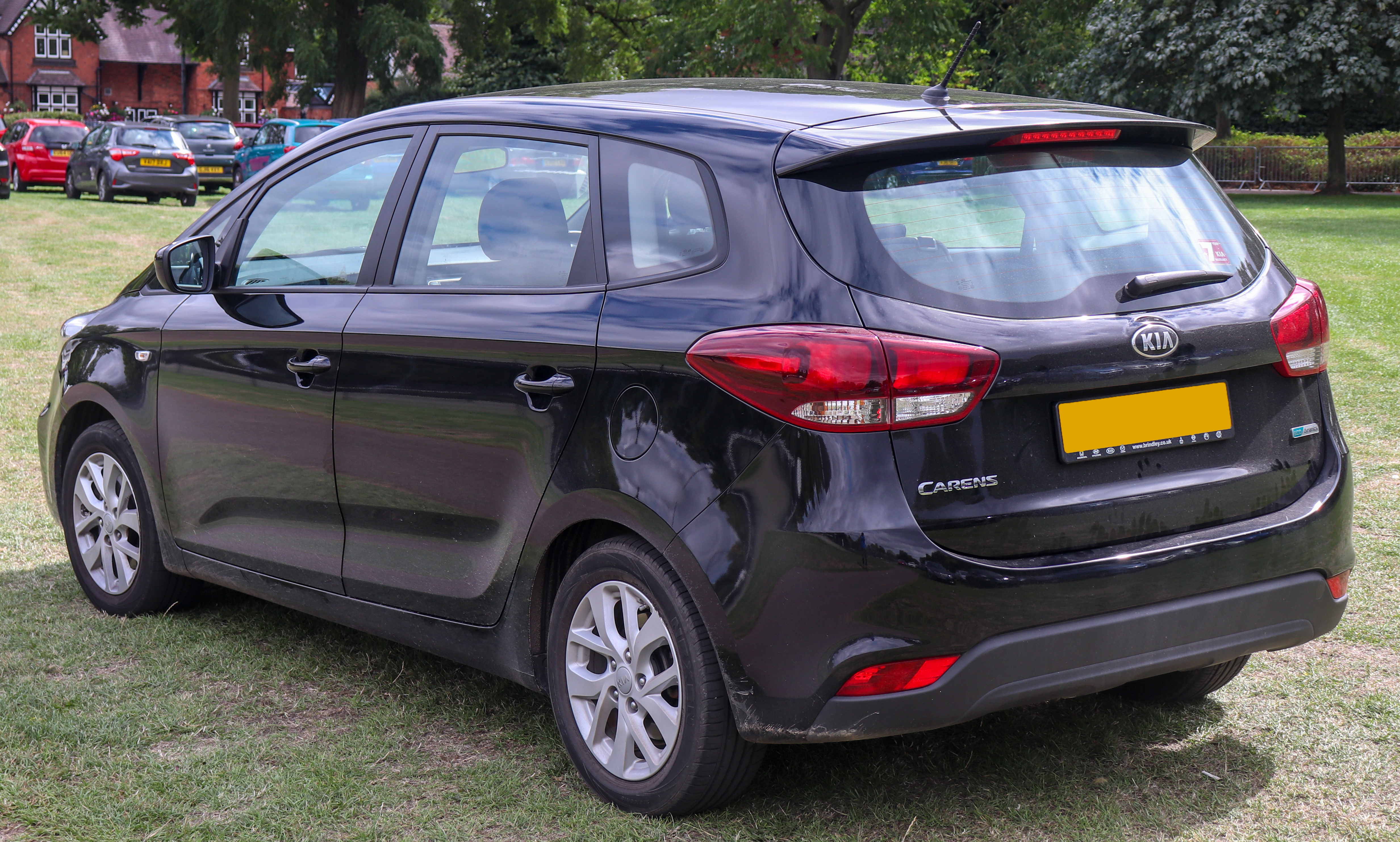
Kia Carens IV – tył po liftingu

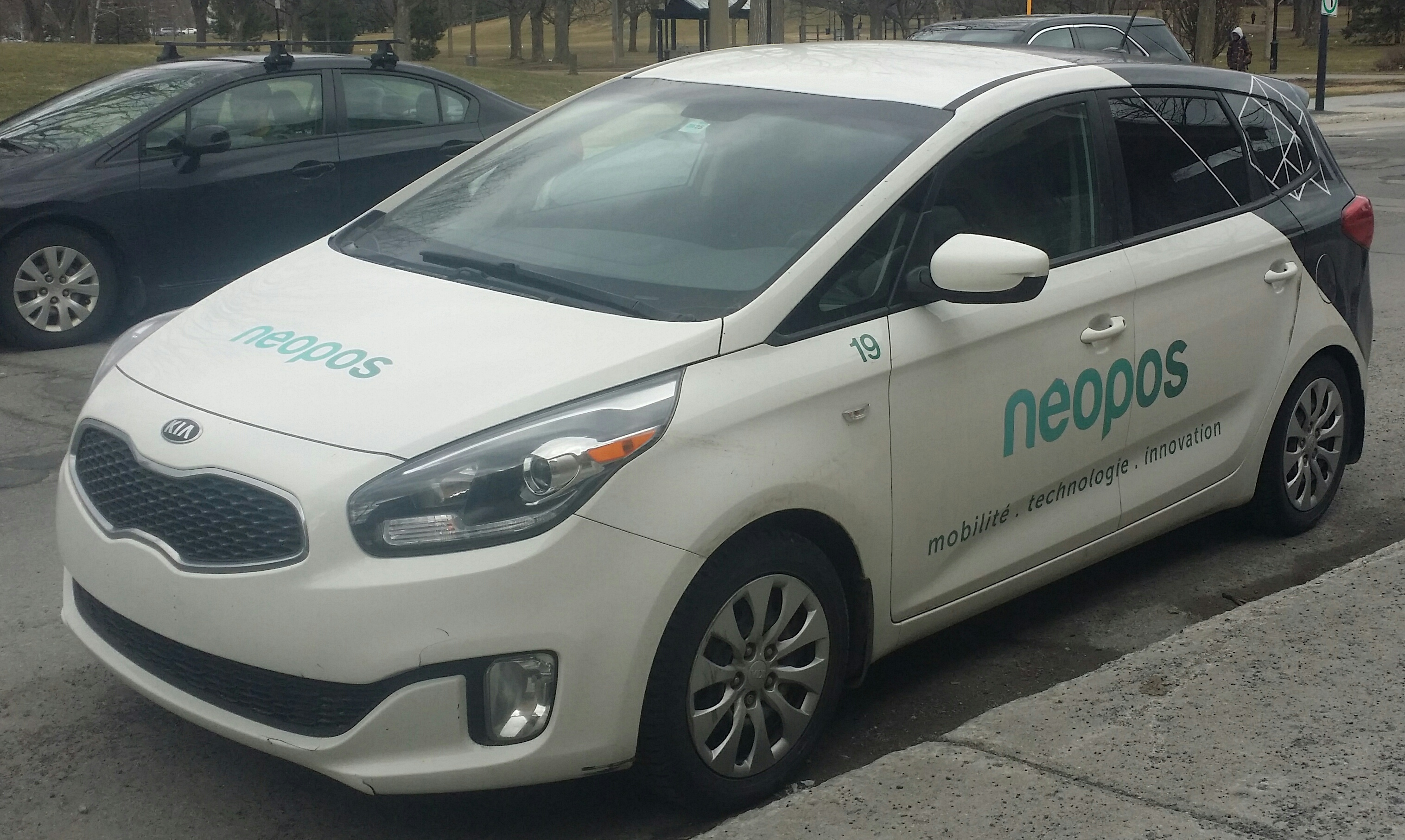
kanadyjska Kia Rondo IV

Kia Carens IV po zaprezentowana po raz pierwszy w 2013 roku
Czwarta i zarazem ostatnia generacja Kii Carens powstała według nowej koncepcji południowokoreańskiego producenta, zyskując bardziej awangardową stylizację bogatą w wielokształtne akcenty i ostre linie. Charakterystycznym akcentem stał się duży, zaokrąglony wlot powietrza tiger nose, a także strzeliste, duże reflektory upodobnione do modelu cee’d. Linia szyb została poprowadzona wysoko, a tylne lampy ponownie przyjęły formę dwuczęściowych kloszy.
Kabina pasażerska została zdominowana przez masywną, rozbudowaną deskę rozdzielczą zdobioną przez opcjonalny, 4,5-calowy ekran systemu multimedialnego w centralnym punkcie, a także szeroko rozstawione nawiewy systemu klimatyzacji. Opcjonalnie pojazd ponownie pomieścił do 7 pasażerów dzięki chowanemu, trzeciemu rzędowi siedzeń w bagażniku.
Samochód opracowano na nowej płycie podłogowej zapewniającej dłuższy rozstaw osi oraz związaną z tym przestronniejszą kabinę pasażerską, na czele z obszerniejszym drugim rzędem siedzeń. Pierwotnie pojazd opracowano wspólnie z bratnim Hyundaiem, który ostatecznie nie wprowadził do produkcji gotowego projektu bliźniaczego minivana o roboczej nazwie Hyundai iM30.

### Lifting
We wrześniu 2016 roku Kia Carens IV przeszła restylizację nadwozia. Zmieniony został m.in. pas przedni pojazdu, gdzie pojawiła się chromowana obwódka atrapy chłodnicy i większe wloty powietrza w zderzaku, a także dokonano zmiany w wyposażeniu, do którego dodano m.in. system multimedialny HMI z nawigacją, kamerą cofania oraz system audio firmy JBL.

### Sprzedaż
Kia Carens czwartej generacji ponownie sprzedawana była pod inną nazwą Kia Rondo na wybranych rynkach świata, które tym razem ograniczono tylko do Kanady oraz Australii. Podobnie jak w przypadku mniejszego modelu Venga oferowanego w Europie i Rosji, produkcja czwartej generacji Kii Carens była stopniowo wygaszana w kolejnych rynkach bez prezentacji następcy. Najpierw samochód zniknął z rynku australijskiego w pierwszej połowie 2019 roku, a w drugiej połowie dokonano tego także m.in. w Europie.

### Wersje wyposażeniowe
- S
- M
- L
- XL

Standardowe wyposażenie podstawowej wersji pojazdu S obejmuje m.in. system ABS, 6 poduszek powietrznych, komputer pokładowy, elektryczne sterowanie szyb, elektryczne sterowanie lusterek, tempomat, klimatyzację manualną oraz radio CD/MP3. Bogatsza wersja M wyposażona jest dodatkowo m.in. w światła przeciwmgłowe, automatyczna światła mijania z czujnikiem zmierzchu, podgrzewane lusterka zewnętrzne, a także relingi dachowe.
Wersja L dodatkowo wyposażona jest m.in. w radio CD/MP3 z kolorowym, dotykowym ekranem o przekątnej 4,3 cala oraz Bluetooth, dwustrefową klimatyzację automatyczną, funkcję rozpoznawania komend głosowych, czujnik deszczu, chromowane wykończenie nadwozia, skórzane wykończenie koła kierownicy, drążka zmiany biegów oraz dźwigni hamulca ręcznego, a także 16-calowe alufelgi, stoliki w oparciach przednich foteli oraz rolety przeciwsłoneczne w tylnych drzwiach. Najbogatsza wersja XL wyposażona jest także m.in. w reflektory ksenonowe, podgrzewane koło kierownicy, fotele pierwszego i drugiego rzędu oraz wycieraczki, a także system bezkluczykowy, system automatycznego parkowania, system ostrzegania o niezamierzonej zmianie pasa ruchu, elektryczny hamulec ręczny oraz 17-calowe alufelgi.

### Silniki
- R4 1.6l GDI 135 KM
- R4 2.0l GDI 166 KM
- R4 1.7l CRDi 115 KM
- R4 1.7l CRDi 136 KM

## Piąta generacja

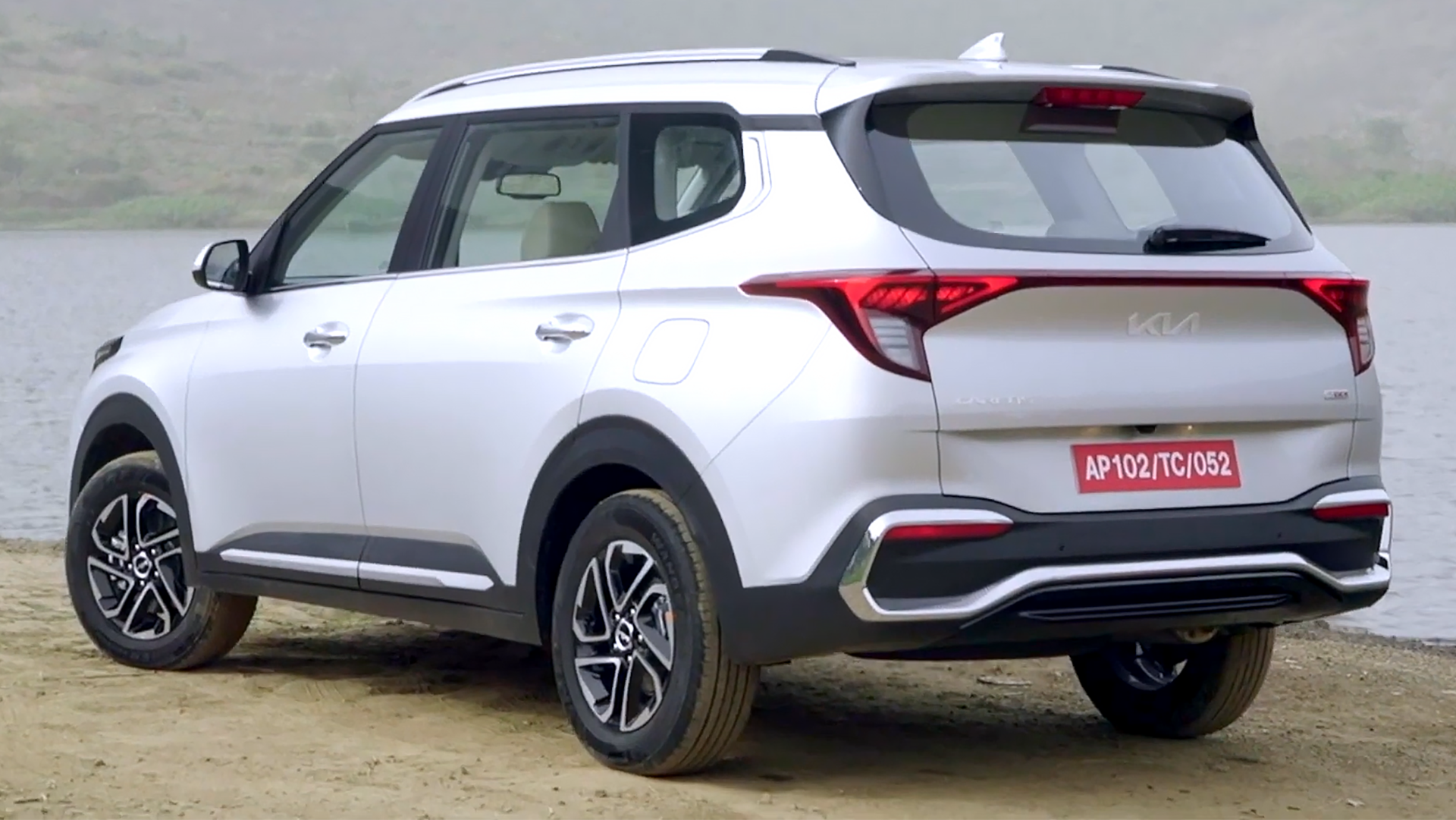
Kia Carens V - tył

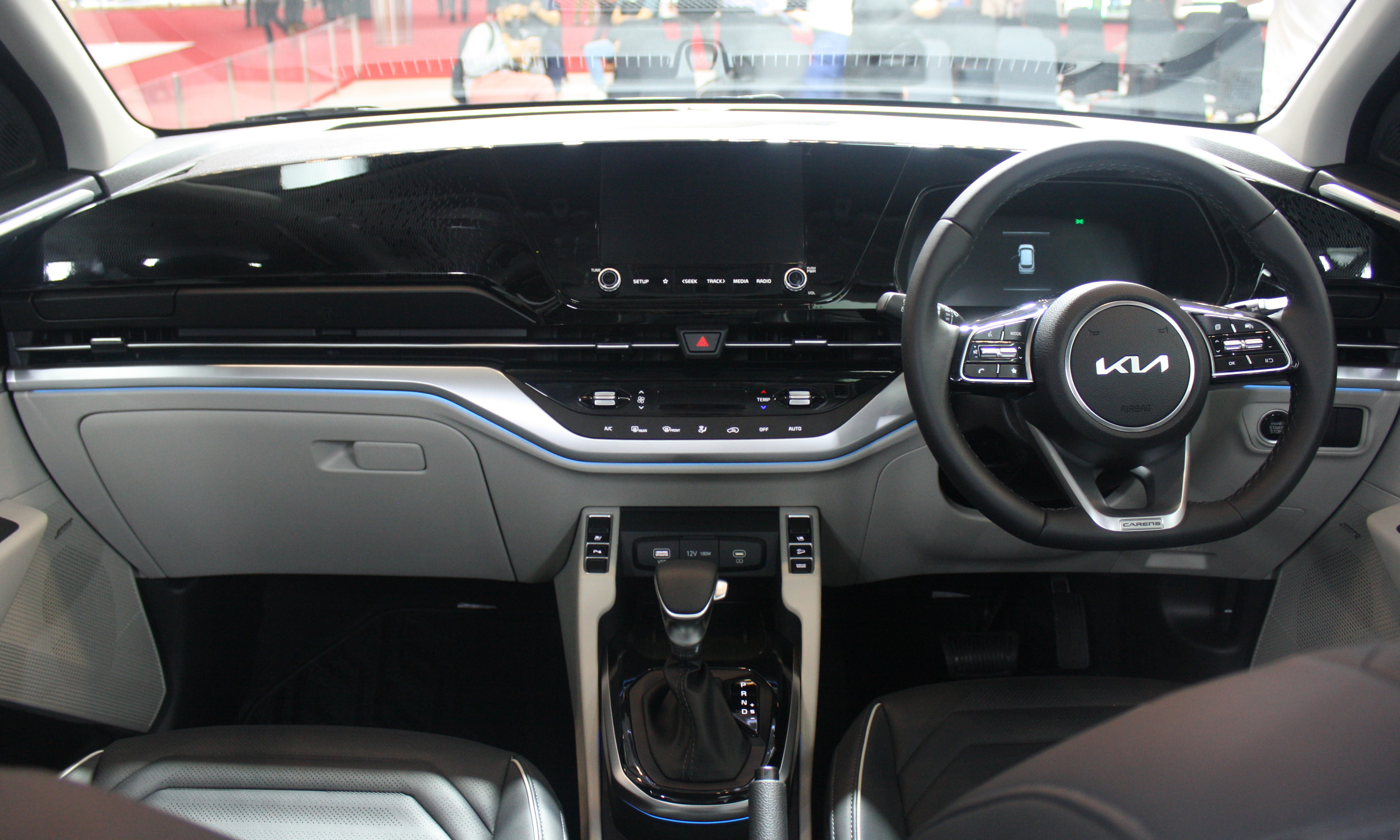
Kia Carens V - kokpit

Kia Carens V została zaprezentowana po raz pierwszy w 2021 roku.
Po ponad dwuletniej przerwie na rynkach globalnych, Kia zdecydowała się przywrócić nazwę Carens dotychczas stosowaną wobec oferowanego przez 20 lat na rynkach globalnych minivana. Tym razem otrzymał nią kompaktowej wielkości crossover łączący cechy SUV-a z minivanem zbudowany z myślą o Indiach oraz innych rynkach rozwijających się. Pojazd powstał na platformie mniejszego crossover Seltos.
Pod kątem wizualnym samochód utrzymany został w nowej estetyce Kii autorstwa Karima Habiba, wyróżniając się awangardowo ukształtowanymi dwupoziomowymi reflektorami, przenikającymi przez linię boczną przetłoczeniami, a także wielokształtnymi lampami tylnymi nawiązującymi do większego SUV-a Sportage.
Proporcje Kii Carens V zostały podyktowane wygospodarowaniu jak najbardziej przestronnej kabiny pasażerskiej, w której na trzech rzędzach siedzeń przewiezionych może zostać maksymalnie 7 pasażerów. Wnętrze crossovera utrzymano w estetyce łączącej różnej faktury, wielobarwne materiały, a opcjonalnym rozwiązaniem zostało oświetlenie ambientowe umożliwiające konfigurację do 64 barw.

### Sprzedaż
W przeciwieństwie do poprzedników, Kia Carens piątej generacji została zbudowana wyłącznie z myślą o globalnych rynkach rozwijających się, na czele z indyjskim, gdzie początek lokalnej produkcji oraz sprzedaży rozpoczął się w styczniu 2022 roku. W kolejnych miesiącach tego samego roku poszerzono zasięg rynkowy o kolejne regiony: w lipcu uruchomiono sprzedaż w regionie Bliskiego Wschodu oraz wybranych krajach Ameryki Południowej jak Ekwador, Urugwaj, Peru czy Chile. W sierpniu rozpoczęła się z kolei sprzedaż w wybranych krajach Azji Południowo-Wschodniej jak Indonezja czy Wietnam, wraz z lokalną produkcją, 

### Silniki
- R4 1.4l T-GDI 138 KM
- R4 1.5l MPI 113 KM
- R4 1.5l CRDI 113 KM